# Chiến tranh Việt – Chiêm (1611)
Chiến tranh Việt – Chiêm 1611 là cuộc chiến do chúa Nguyễn Hoàng của xứ Thuận Quảng phát động nhằm xâm chiếm lãnh thổ vương quốc Panduranga-Chăm Pa (tên gọi chính thức của tiểu quốc Chiêm Thành lúc này). Lãnh thổ được mở rộng thêm tương đương với tỉnh Phú Yên ngày nay.

## Diễn biến
Năm 1611, do quân Chăm Pa tiếp tục quấy nhiễu vùng biên giới Hoa Anh, chúa Nguyễn Hoàng đã sai Văn Phong đi dẹp, quân Chăm Pa nhanh chóng bị đánh bại trước lực lượng của chúa Nguyễn.
Vua Po Nit của Chăm Pa phải rút quân xuống phía Nam đèo Cả. Sau đó vùng đất Hoa Anh này được lập thành phủ Phú Yên gồm hai huyện Tuy Hòa và Đồng Xuân, giao cho Lương Văn Chánh làm tham tướng, Văn Phong làm lưu thủ.